# اوتو آمبروس
اوتو آمبروس (آلمانی: Otto Ambros؛ ۱۹ مهٔ ۱۹۰۱ – ۲۳ ژوئیهٔ ۱۹۹۰) شیمی‌دان اهل کشور آلمان بود.